# Fockenspolder
De Fockenspolder is een voormalig waterschap in de provincie Groningen. Het waterschap werd opgericht als de Kleine Polder. Toen na de demping in 1954 van de Fockenswijk bleek dat er al een waterschap met deze naam was werd de deze gewijzigd in Fockenspolder.
Het schap lag ten oosten van Oude Pekela tussen de Wedderweg en de Fockenswijk die op zo'n 200 m westelijk van de weg was gelegen. Aan deze in de jaren 70 gedempte wijk stond op 450 m van het Pekelderdiep de molen van het schap.
Waterstaatkundig gezien ligt het gebied sinds 2000 binnen dat van het waterschap Hunze en Aa's.